# Per Olsson i Fläsbro
Per Olsson (i riksdagen kallad Olsson i Åsak till 1899, Olsson i Fläsbro 1900-1913 och Olsson i Fiskeby 1914 och framåt), född 7 december 1864 i Högs socken, Hälsingland, död 2 december 1939 i Hälsingtuna, var en svensk lantbrukare och politiker (liberal, senare bondeförbundet).
Per Olsson, som kom från en bondesläkt, var lantbrukare i Åsak i Högs socken, Hälsingland fram till 1899 och Fläsbro i Hälsingtuna 1900–1913, varefter han drev en trävaruaffär Fiskeby i samma kommun fram till 1939. Han var också ledande kommunalman i Hälsingtuna.
Olsson var riksdagsledamot i andra kammaren i flera omgångar: 1897–1906 för Enångers och Forsa tingslags valkrets, 1909–1911 för Norra Hälsinglands domsagas valkrets och 1912–1914 för Hälsinglands norra valkrets samt slutligen 1921 för Hälsinglands norra valkrets. I riksdagen var han vilde mandatperioden 1897–1899 och anslöt sig 1900 till det nybildade Liberala samlingspartiet. Där kvarstod han till 1914, men vid återkomsten till riksdagen 1921 tillhörde han Bondeförbundet. Han var bland annat ledamot i statsutskottet 1903–1906, 1909–1914 och 1921 samt i hemliga utskottet 1921. 
Per Olsson förespråkade under rösträttsstriden den så kallade Fläsbrolinjen, som innebar bibehållna majoritetsval och att rösträtten kopplades till ett krav på erlagda skatter under de tre sist förflutna åren före valet.